# Antoine Léon Morel-Fatio
Antoine Léon Morel-Fatio (Ruão, 7 de janeiro de 1810 – Paris, 2 de março de 1871) foi um pintor francês.

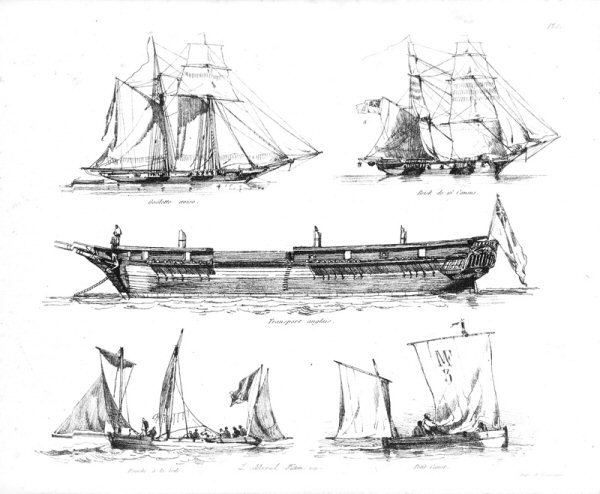
Antoine Morel-Fatio: desenho.
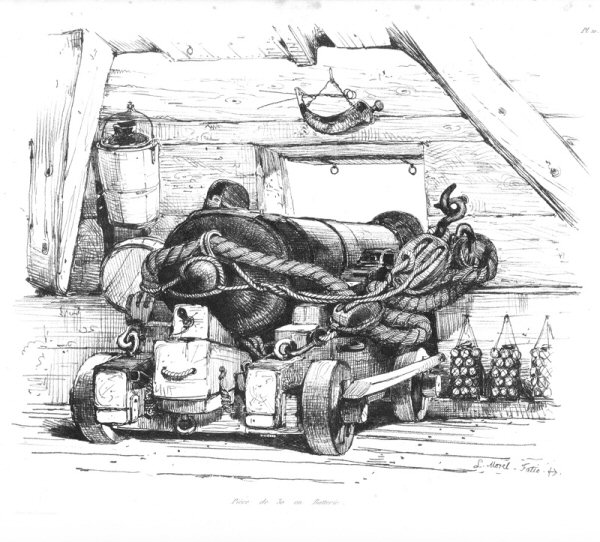
Antoine Morel-Fatio: desenho.
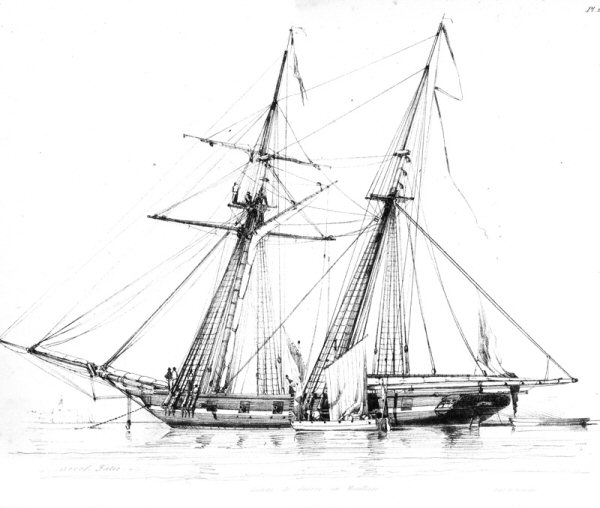
Antoine Morel-Fatio: desenho.
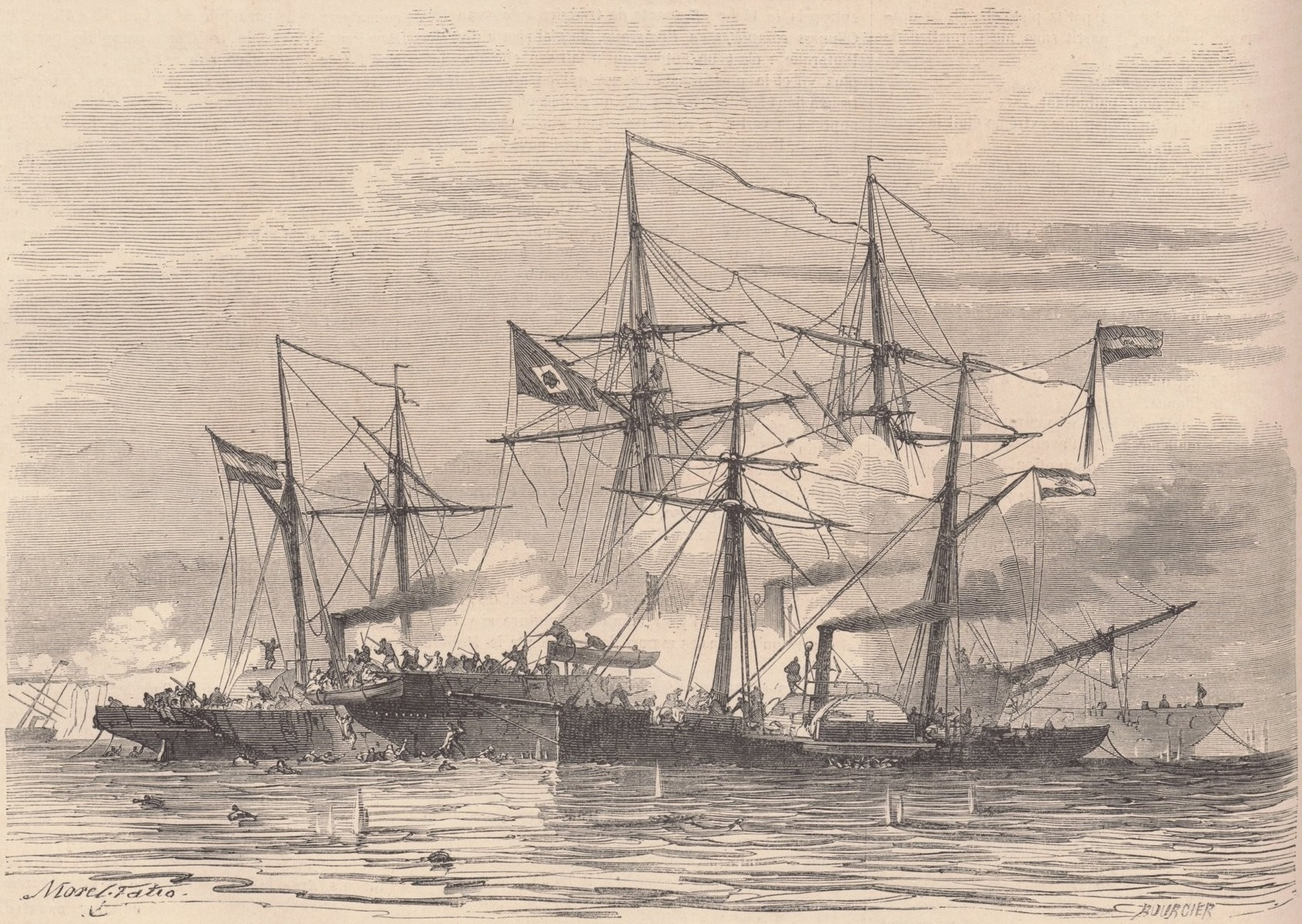
O Parnaíba sofre o choque de três vapores paraguaios durante a Batalha do Riachuelo (por Morel-Fatio e Bourcier, publicado em Le Monde illustré, 1865).